# Institut du FSB de Saint-Pétersbourg
L'institut du FSB de Saint-Pétersbourg (Санкт-Петербургский институт ФСБ России) est un établissement d'enseignement militaire supérieur fondé le 26 septembre 1937 qui forme les cadres officiers pour le service fédéral de sécurité de la fédération de Russie. Il est situé à Saint-Pétersbourg. 

## Histoire
Le 26 septembre 1937, une ordonnance du conseil des commissaires du peuple d'URSS et un décret du NKVD ordonnent la fondation à  Léningrad (Saint-Pétersbourg aujourd'hui) d'une école spéciale du NKVD pour la formation de personnel opérationnel pour les organes de sécurité du commissariat au peuple des affaires intérieures. En 1942, pendant la Grande Guerre patriotique, et le terrible siège de Léningrad qui affama la ville, la tâche principale du personnel enseignant de l'école est axée sur le recyclage du personnel des unités spéciales du GUGB du NKVD de l'URSS et des officiers opérationnels du contre-espionnage militaire Smertch sur le Front de Léningrad.
À partir de 1946, l'école spéciale de Léningrad du NKVD dépendant du ministère de la sécurité d'URSS forme les employés des organes territoriaux de la sécurité de l'État. En 1952, par ordre de ce ministère, l'école spéciale de Léningrad est rebaptisée école no 401 du ministère de la sécurité, devenu en 1953 le ministère de l'intérieur de l'URSS, et en 1954 du KGB d'URSS.  
Le 9 juillet 1984, le conseil des ministres d'URSS et le KGB la remplacent par les cours supérieurs de Léningrad du KGB, à partir de 1992 du ministère de la sécurité de la fédération de Russie, à partir de 1993 du service fédéral de contre-espionnage de la fédération de Russie. Le programme d'enseignement forme et recycle dès lors les cadres opérationnels avec en plus une année préparatoire d'observation,. 
Le 20 février 1995, l'établissement est renommé en institut de formation et de recyclage des employés du service fédéral de sécurité de Russie. Le 11 septembre 2007, il devient l'institut du FSB de Saint-Pétersbourg.

## Directeurs
- 1954—1964 — colonel Alexandre Tovstoukha
- 1964—1970 — général-major Piotr Volkov
- 1972—1985 — général-major А. К. Zaïtsev
- 1985—1987 — général-major А. I. Komarov[2]
- 1995—2018 — général-major I. К. Lavrov
- depuis 2018 —  général-major Alexandre Dorojka

## Anciens élèves
- Vladimir Poutine[4]